# RideLondon-Classique 2017
La 5e édition de RideLondon-Classique a lieu le 29 juillet 2017. C'est la quatorzième épreuve de l'UCI World Tour féminin 2017. L'épreuve est remportée par l'Américaine Coryn Rivera.

## Parcours
La course se dispute dans le centre historique de Londres autour du St James's Park. L'arrivée se trouve sur The Mall. La montée de la Constitution Hill est la seule difficulté du parcours. Douze tours du circuit de 5,5 kilomètres sont réalisés, soit un total de 66 kilomètres.

### Primes
L'épreuve se dit être la mieux dotée au monde pour le peloton féminin. La grille de prix est la suivante :
| Position | 1er      | 2e       | 3e      | 4e      | 5e      | 6e      | 7e      | 8e    | 9e    | 10e   |
| Prix     | 25 000 € | 12 500 € | 6 000 € | 3 000 € | 2 000 € | 1 500 € | 1 000 € | 750 € | 750 € | 500 € |

Le classement par équipes rapporte :
| Position | 1er      | 2e      | 3e      | 4e      | 5e      | 6e      | 7e      | 8e      | 9e    | 10e   |
| Prix     | 10 000 € | 7 000 € | 4 000 € | 2 500 € | 1 500 € | 1 000 € | 1 000 € | 1 000 € | 750 € | 750 € |

En sus, les sprints intermédiaires rapportent 1000, 500, 300, 200 et 100 € aux cinq premières. Le classement final des sprints offre 3000, 1500, 900, 600 et 300 € aux cinq premières.

## Équipes
| Équipes féminines professionnelles (21)- Alé Cipollini Galassia - Astana Women's Team - BePink Cogeas - Boels Dolmans - BTC City Ljubljana - Canyon-SRAM - Cervélo Bigla - Cylance Pro Cycling - Drops - FDJ-Nouvelle Aquitaine-Futuroscope - Hitec Products - Lensworld-Kuota - Lotto Soudal - Orica-Scott - Servetto Giusta - Sunweb - Team Tibco-Silicon Valley Bank - VéloCONCEPT Women - Wiggle High5 - WM3 Pro Cycling - Team WNT Équipe nationale- Grande-Bretagne |
| |

## Favorites
L'épreuve doit probablement se terminer au sprint. Kirsten Wild est candidate à sa propre succession. Les principales sprinteuses du peloton féminin sont là pour la concurrencer avec : Jolien D'Hoore, Lotta Lepistö, Christine Majerus, Coryn Rivera, Marianne Vos, Alice et Hannah Barnes, Marta Bastianelli, Chloe Hosking, Maria Giulia Confalonieri, Roxane Fournier ou Emilie Moberg.

## Récit de la course
Il pleut sur Londres lors de l'épreuve. Un sprint massif semblant inéluctable, aucun échappée ne se forme durant l'épreuve. La vitesse de course est également très élevée. Seule Leah Kirchmann et Claudia Koster tentent véritablement leur chance. Les sprints intermédiaires rythment l'épreuve. Lors du premier Katie Archibald devance Leah Kirchmann, lors du deuxième Christine Majerus bat la même Krichmann et lors du troisième et dernier Amalie Dideriksen gagne devant Majerus. La préparation du sprint est confuse. Dans la dernière ligne droite, Lisa Brennauer lance avec Lotta Lepistö dans sa roue. Les deux coureuses réalisent un trou, mais Coryn Rivera parvient à les reprendre puis à les doubler. Lotta Lepistö est deuxième et Lisa Brennauer troisième.

## Classement final
| \| Classement général \| Classement général \| Classement général \| Classement général \| Classement général \| \| Coureuse \| Coureuse \| Pays \| Équipe \| Temps \| \| ------------------ \| ------------------ \| ------------------ \| ---------------------------------- \| ------------------ \| \| 1re \| Coryn Rivera \| États-Unis \| Sunweb \| 1 h 29 min 03 s \| \| 2e \| Lotta Lepistö \| Finlande \| Cervélo Bigla \| + 0 s \| \| 3e \| Lisa Brennauer \| Allemagne \| Canyon-SRAM Racing \| + 0 s \| \| 4e \| Marianne Vos \| Pays-Bas \| WM3 \| + 0 s \| \| 5e \| Kirsten Wild \| Pays-Bas \| Cylance \| + 0 s \| \| 6e \| Jolien D'Hoore \| Belgique \| Wiggle High5 \| + 0 s \| \| 7e \| Amalie Dideriksen \| Danemark \| Boels Dolmans \| + 0 s \| \| 8e \| Roxane Fournier \| France \| FDJ-Nouvelle Aquitaine-Futuroscope \| + 0 s \| \| 9e \| Barbara Guarischi \| Italie \| Canyon-SRAM Racing \| + 0 s \| \| 10e \| Giorgia Bronzini \| Italie \| Wiggle High5 \| + 0 s \| |                   |            |                                    |                 |
| |                   |            |                                    |                 |
| Source : ProCyclingStats |                   |            |                                    |                 |
| Classement général |                   |            |                                    |                 |
| Coureuse | Coureuse          | Pays       | Équipe                             | Temps           |
| 1re | Coryn Rivera      | États-Unis | Sunweb                             | 1 h 29 min 03 s |
| 2e | Lotta Lepistö     | Finlande   | Cervélo Bigla                      | + 0 s           |
| 3e | Lisa Brennauer    | Allemagne  | Canyon-SRAM Racing                 | + 0 s           |
| 4e | Marianne Vos      | Pays-Bas   | WM3                                | + 0 s           |
| 5e | Kirsten Wild      | Pays-Bas   | Cylance                            | + 0 s           |
| 6e | Jolien D'Hoore    | Belgique   | Wiggle High5                       | + 0 s           |
| 7e | Amalie Dideriksen | Danemark   | Boels Dolmans                      | + 0 s           |
| 8e | Roxane Fournier   | France     | FDJ-Nouvelle Aquitaine-Futuroscope | + 0 s           |
| 9e | Barbara Guarischi | Italie     | Canyon-SRAM Racing                 | + 0 s           |
| 10e | Giorgia Bronzini  | Italie     | Wiggle High5                       | + 0 s           |

### UCI World Tour
| Position,          | 1er | 2e  | 3e | 4e | 5e | 6e | 7e | 8e | 9e | 10e | 11e | 12e | 13e | 14e | 15e | 16e | 17e | 18e | 19e | 20e |
| Classement général | 120 | 100 | 85 | 70 | 60 | 50 | 40 | 35 | 30 | 25  | 20  | 18  | 16  | 14  | 12  | 10  | 8   | 6   | 4   | 2   |

## Liste des participantes
| Légende | Légende                                                                    | Légende | Légende                                                    |
| ------- | -------------------------------------------------------------------------- | ------- | ---------------------------------------------------------- |
| Num     | Dossard de départ porté par le coureur sur cette RideLondon-Classique      | Pos     | Position à l'arrivée de la course                          |
|         | Indique un maillot de champion national ou mondial, suivi de sa spécialité | NP      | Indique un coureur qui n'a pas pris le départ de la course |
| AB      | Indique un coureur qui n'a pas terminé la course                           | HD      | Indique un coureur qui a terminé la course hors des délais |

| Cylance CPC                        | Cylance CPC                         | Cylance CPC |
| ---------------------------------- | ----------------------------------- | ----------- |
| Num                                | Coureur                             | Pos         |
| 1                                  | Kirsten Wild (NED )                 | 5e          |
| 2                                  | Marta Tagliaferro (ITA )            | 84e         |
| 3                                  | Sheyla Gutierrez Ruiz (ESP) (route) | 75e         |
| 4                                  | Rachele Barbieri (ITA )             | 49e         |
| 5                                  | Danielle King (GBR )                | 36e         |
| 6                                  | Małgorzata Jasińska (POL )          | 73e         |
| Directeur sportif : Manel Lacambra |                                     |             |

| Alé Cipollini ALE                       | Alé Cipollini ALE       | Alé Cipollini ALE |
| --------------------------------------- | ----------------------- | ----------------- |
| Num                                     | Coureur                 | Pos               |
| 11                                      | Marta Bastianelli (ITA) | 82e               |
| 12                                      | Chloe Hosking (AUS)     | 11e               |
| 13                                      | Romy Kasper (GER)       | 88e               |
| 14                                      | Soraya Paladin (ITA)    | 89e               |
| 15                                      | Anna Trevisi (ITA)      | 27e               |
| 16                                      | Martina Alzini (ITA)    | 97e               |
| Directeur sportif : Fortunato Lacquanti |                         |                   |

| Canyon-SRAM Racing LPR          | Canyon-SRAM Racing LPR  | Canyon-SRAM Racing LPR |
| ------------------------------- | ----------------------- | ---------------------- |
| Num                             | Coureur                 | Pos                    |
| 21                              | Hannah Barnes (GBR)     | 17e                    |
| 22                              | Lisa Brennauer (GER)    | 3e                     |
| 23                              | Barbara Guarischi (ITA) | 9e                     |
| 24                              | Mieke Kröger (GER)      | 58e                    |
| 25                              | Alexis Ryan (USA )      | 81e                    |
| 26                              | Trixi Worrack (GER)     | 39e                    |
| Directeur sportif : Beth Duryea |                         |                        |

| Lensworld-Kuota LWK                     | Lensworld-Kuota LWK             | Lensworld-Kuota LWK |
| --------------------------------------- | ------------------------------- | ------------------- |
| Num                                     | Coureur                         | Pos                 |
| 31                                      | Maria Giulia Confalonieri (ITA) | 107e                |
| 32                                      | Annalisa Cucinotta (ITA)        | 29e                 |
| 33                                      | Kim de Baat (BEL)               | 108e                |
| 34                                      | Tatiana Guderzo (ITA)           | 85e                 |
| 35                                      | Alice Maria Arzuffi (ITA)       | 46e                 |
| 36                                      | Winanda Spoor (NED)             | 77e                 |
| Directeur sportif : Heidi Van De Vijver |                                 |                     |

| Lotto Soudal LBL                     | Lotto Soudal LBL       | Lotto Soudal LBL |
| ------------------------------------ | ---------------------- | ---------------- |
| Num                                  | Coureur                | Pos              |
| 41                                   | Élise Delzenne (FRA)   | 25e              |
| 42                                   | Chantal Hoffmann (LUX) | 102e             |
| 43                                   | Isabelle Beckers (BEL) | 111e             |
| 44                                   | Puck Monen (NED)       | 96e              |
| 45                                   | Trine Schmidt (DEN)    | 64e              |
| 46                                   | Fenna Vanhoutte (BEL)  | 101e             |
| Directeur sportif : Dany Schoonbaert |                        |                  |

| Cervélo Bigla CBT                    | Cervélo Bigla CBT               | Cervélo Bigla CBT |
| ------------------------------------ | ------------------------------- | ----------------- |
| Num                                  | Coureur                         | Pos               |
| 51                                   | Lotta Lepistö (FIN) (route)     | 2e                |
| 52                                   | Ashleigh Moolman (RSA)          | 53e               |
| 53                                   | Nicole Hanselmann (SUI) (route) | 69e               |
| 54                                   | Gabrielle Pilote-Fortin (CAN)   | 67e               |
| 55                                   | Christina Perchtold (AUT)       | 52e               |
| Directeur sportif : Jochen Dornbusch |                                 |                   |

| FDJ-Nouvelle Aquitaine-Futuroscope FUT | FDJ-Nouvelle Aquitaine-Futuroscope FUT | FDJ-Nouvelle Aquitaine-Futuroscope FUT |
| -------------------------------------- | -------------------------------------- | -------------------------------------- |
| Num                                    | Coureur                                | Pos                                    |
| 61                                     | Roxane Fournier (FRA)                  | 8e                                     |
| 62                                     | Roxane Knetemann (NED)                 | 59e                                    |
| 63                                     | Greta Richioud (FRA)                   | 93e                                    |
| 64                                     | Aude Biannic (FRA)                     | 63e                                    |
| 65                                     | Eugénie Duval (FRA)                    | 24e                                    |
| 66                                     | Coralie Demay (FRA)                    | 74e                                    |
| Directeur sportif : Alens Loisseau     |                                        |                                        |

| Orica-Scott ORS                | Orica-Scott ORS        | Orica-Scott ORS |
| ------------------------------ | ---------------------- | --------------- |
| Num                            | Coureur                | Pos             |
| 71                             | Georgia Williams (NZL) | 43e             |
| 72                             | Gracie Elvin (AUS)     | 12e             |
| 73                             | Sarah Roy (AUS)        | 16e             |
| 75                             | Alexandra Manly (AUS)  | 32e             |
| 76                             | Jessica Allen (AUS)    | 95e             |
| Directeur sportif : Gene Bates |                        |                 |

| BTC City Ljubljana BTC           | BTC City Ljubljana BTC        | BTC City Ljubljana BTC |
| -------------------------------- | ----------------------------- | ---------------------- |
| Num                              | Coureur                       | Pos                    |
| 81                               | Eugenia Bujak (POL)           | 22e                    |
| 82                               | Urška Žigart (SLO)            | 106e                   |
| 83                               | Polona Batagelj (SLO) (route) | 41e                    |
| 84                               | Ursa Pintar (SLO)             | 38e                    |
| 85                               | Mia Radotic (CRO) (route)     | 13e                    |
| Directeur sportif : Gorazd Penko |                               |                        |

| Tibco-Silicon Valley Bank TIB     | Tibco-Silicon Valley Bank TIB  | Tibco-Silicon Valley Bank TIB |
| --------------------------------- | ------------------------------ | ----------------------------- |
| Num                               | Coureur                        | Pos                           |
| 91                                | Ingrid Drexel (MEX)            | 23e                           |
| 92                                | Nicolle Bruderer (GUA) (route) | 90e                           |
| 93                                | Heather Fischer (USA)          | 47e                           |
| 94                                | Kendall Ryan (USA)             | 42e                           |
| 95                                | Lauren Stephens (USA)          | 60e                           |
| 96                                | Brianna Walle (USA)            | 110e                          |
| Directeur sportif : Edward Beamon |                                |                               |

| Hitec Products HPU            | Hitec Products HPU     | Hitec Products HPU |
| ----------------------------- | ---------------------- | ------------------ |
| Num                           | Coureur                | Pos                |
| 101                           | Nina Kessler (NED)     | 87e                |
| 102                           | Thea Thorsen (NOR)     | 65e                |
| 103                           | Susanne Andersen (NOR) | 112e               |
| 104                           | Emilie Moberg (NOR)    | 35e                |
| 105                           | Simona Frapporti (ITA) | 57e                |
| 106                           | Tone Lima (NOR)        | 113e               |
| Directeur sportif : Karl Lima |                        |                    |

| Sunweb SUN                          | Sunweb SUN           | Sunweb SUN |
| ----------------------------------- | -------------------- | ---------- |
| Num                                 | Coureur              | Pos        |
| 111                                 | Lucinda Brand (NED)  | 21e        |
| 112                                 | Leah Kirchmann (CAN) | 14e        |
| 113                                 | Molly Weaver (GBR)   | 78e        |
| 114                                 | Coryn Rivera (USA)   | 1re        |
| 115                                 | Julia Soek (NED )    | 76e        |
| 116                                 | Ellen van Dijk (NED) | 19e        |
| Directeur sportif : Hans Timmermans |                      |            |

| Wiggle High5 WHT                 | Wiggle High5 WHT             | Wiggle High5 WHT |
| -------------------------------- | ---------------------------- | ---------------- |
| Num                              | Coureur                      | Pos              |
| 121                              | Jolien D'Hoore (BEL) (route) | 6e               |
| 122                              | Giorgia Bronzini (ITA)       | 10e              |
| 123                              | Annette Edmondson (AUS )     | 50e              |
| 124                              | Emilia Fahlin (SWE)          | 30e              |
| 125                              | Julie Leth (DEN)             | 37e              |
| 126                              | Grace Garner (GBR)           | 98e              |
| Directeur sportif : Martin Vesby |                              |                  |

| Boels Dolmans DLT               | Boels Dolmans DLT               | Boels Dolmans DLT |
| ------------------------------- | ------------------------------- | ----------------- |
| Num                             | Coureur                         | Pos               |
| 131                             | Nikki Brammeier (GBR)           | 55e               |
| 132                             | Amalie Dideriksen (DEN) (route) | 7e                |
| 134                             | Christine Majerus (LUX) (route) | 20e               |
| 135                             | Katarzyna Pawłowska (POL)       | 45e               |
| 136                             | Amy Pieters (NED)               | 44e               |
| Directeur sportif : Bram Sevens |                                 |                   |

| WNT                             | WNT                        | WNT |
| ------------------------------- | -------------------------- | --- |
| Num                             | Coureur                    | Pos |
| 141                             | Katie Archibald (GBR)      | 80e |
| 142                             | Lydia Boylan (IRL) (route) | 68e |
| 143                             | Eileen Roe (GBR)           | 83e |
| 144                             | Gabriella Shaw (GBR)       | 66e |
| 145                             | Hayley Jones (GBR)         | 72e |
| 146                             | Rebecca Carter (NED)       | 99e |
| Directeur sportif : Graeme Herd |                            |     |

| WM3                                   | WM3                    | WM3 |
| ------------------------------------- | ---------------------- | --- |
| Num                                   | Coureur                | Pos |
| 151                                   | Marianne Vos (NED)     | 4e  |
| 152                                   | Moniek Tenniglo (NED)  | 31e |
| 153                                   | Jeanne Korevaar (NED)  | 18e |
| 154                                   | Riejanne Markus (NED)  | 48e |
| 155                                   | Rotem Gafinovitz (ISR) | 62e |
| 156                                   | Lauren Kitchen (AUS)   | 61e |
| Directeur sportif : Eric van den Boom |                        |     |

| Sélection de Grande-Bretagne     | Sélection de Grande-Bretagne | Sélection de Grande-Bretagne |
| -------------------------------- | ---------------------------- | ---------------------------- |
| Num                              | Coureur                      | Pos                          |
| 161                              | Manon Lloyd (GBR)            | 54e                          |
| 162                              | Elinor Barker (GBR)          | 40e                          |
| 163                              | Eleanor Dickinson (GBR)      | 26e                          |
| 164                              | Megan Barker (GBR)           | 100e                         |
| 165                              | Claire Rose (GBR)            | 79e                          |
| 166                              | Elizabeth Jane Harris (GBR)  | 92e                          |
| Directeur sportif : Chris Newton |                              |                              |

| Bepink BPK                      | Bepink BPK                    | Bepink BPK |
| ------------------------------- | ----------------------------- | ---------- |
| Num                             | Coureur                       | Pos        |
| 171                             | Ilaria Sanguineti (ITA)       | 28e        |
| 172                             | Alison Jackson (CAN)          | 103e       |
| 173                             | Katia Ragusa (ITA)            | 104e       |
| 174                             | Francesca Pattaro (ITA)       | 105e       |
| 175                             | Maria Vittoria Sperotto (ITA) | 91e        |
| 176                             | Tereza Medvedova (SVK)        | 114e       |
| Directeur sportif : Walter Zini |                               |            |

| Drops DRP                      | Drops DRP                | Drops DRP |
| ------------------------------ | ------------------------ | --------- |
| Num                            | Coureur                  | Pos       |
| 181                            | Alice Barnes (GBR)       | 33e       |
| 182                            | Elizabeth Holden (GBR)   | 51e       |
| 183                            | Annasley Park (GBR)      | 70e       |
| 184                            | Abby-Mae Parkinson (GBR) | 56e       |
| 185                            | Lucy Shaw (GBR)          | 71e       |
| 186                            | Abigail van Twisk (GBR)  | 94e       |
| Directeur sportif : Tom Varney |                          |           |

| Véloconcept TVW                        | Véloconcept TVW          | Véloconcept TVW |
| -------------------------------------- | ------------------------ | --------------- |
| Num                                    | Coureur                  | Pos             |
| 191                                    | Christina Siggaard (DEN) | 15e             |
| 192                                    | Natalie Kerwin (NZL)     | 109e            |
| 194                                    | Sara Mustonen (SWE)      | 86e             |
| 195                                    | Claudia Koster (NED)     | AB              |
| 196                                    | Sara Penton (SWE)        | 34e             |
| Directeur sportif : Handberg Madsen Bo |                          |                 |